# Osterstade

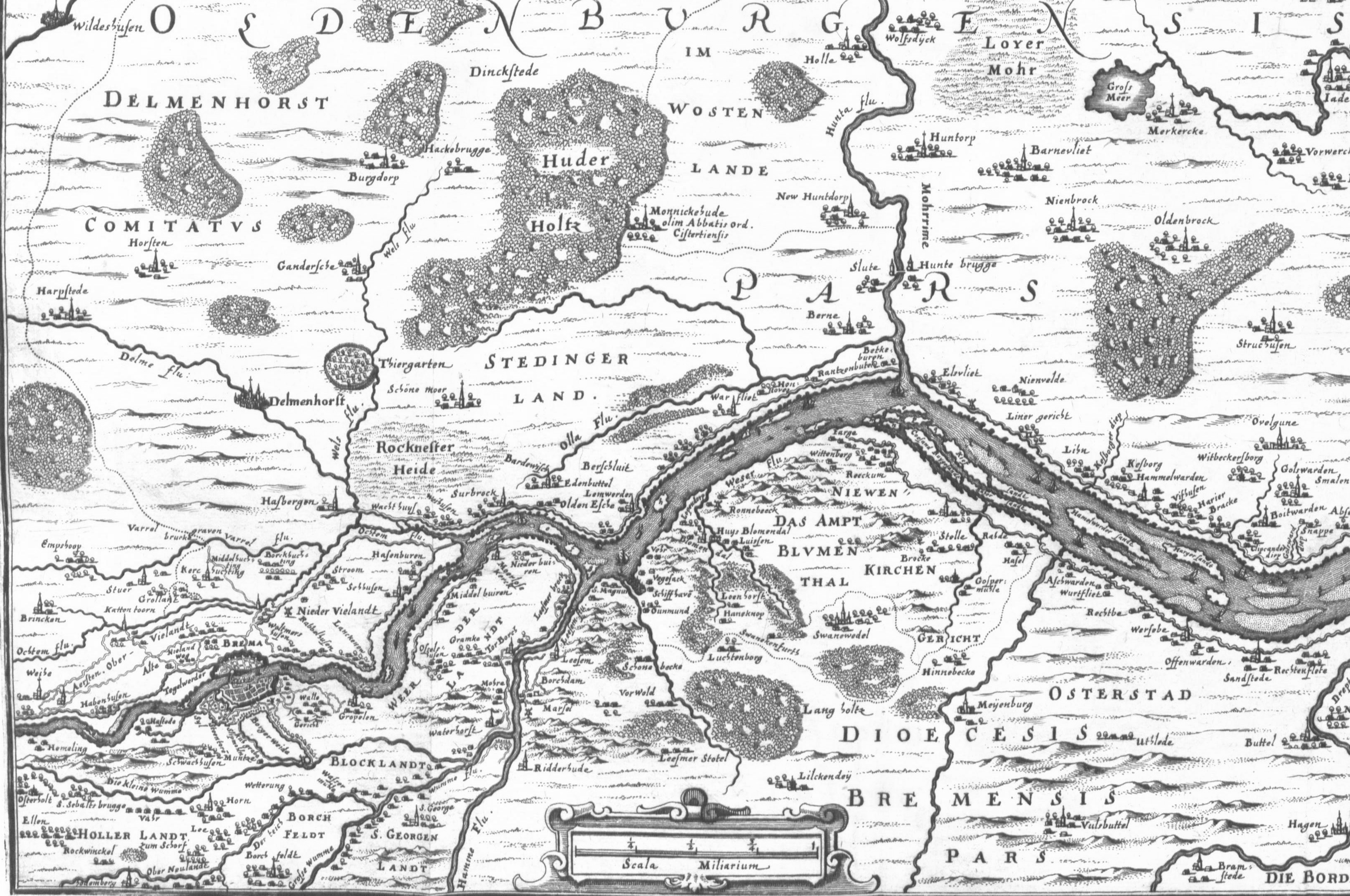
Unterwesergebiet mit Osterstade unten rechts

Osterstade ist ein am Ostufer der Unterweser gelegenes und durch Marschland geprägtes Gebiet in Niedersachsen.

## Geographie

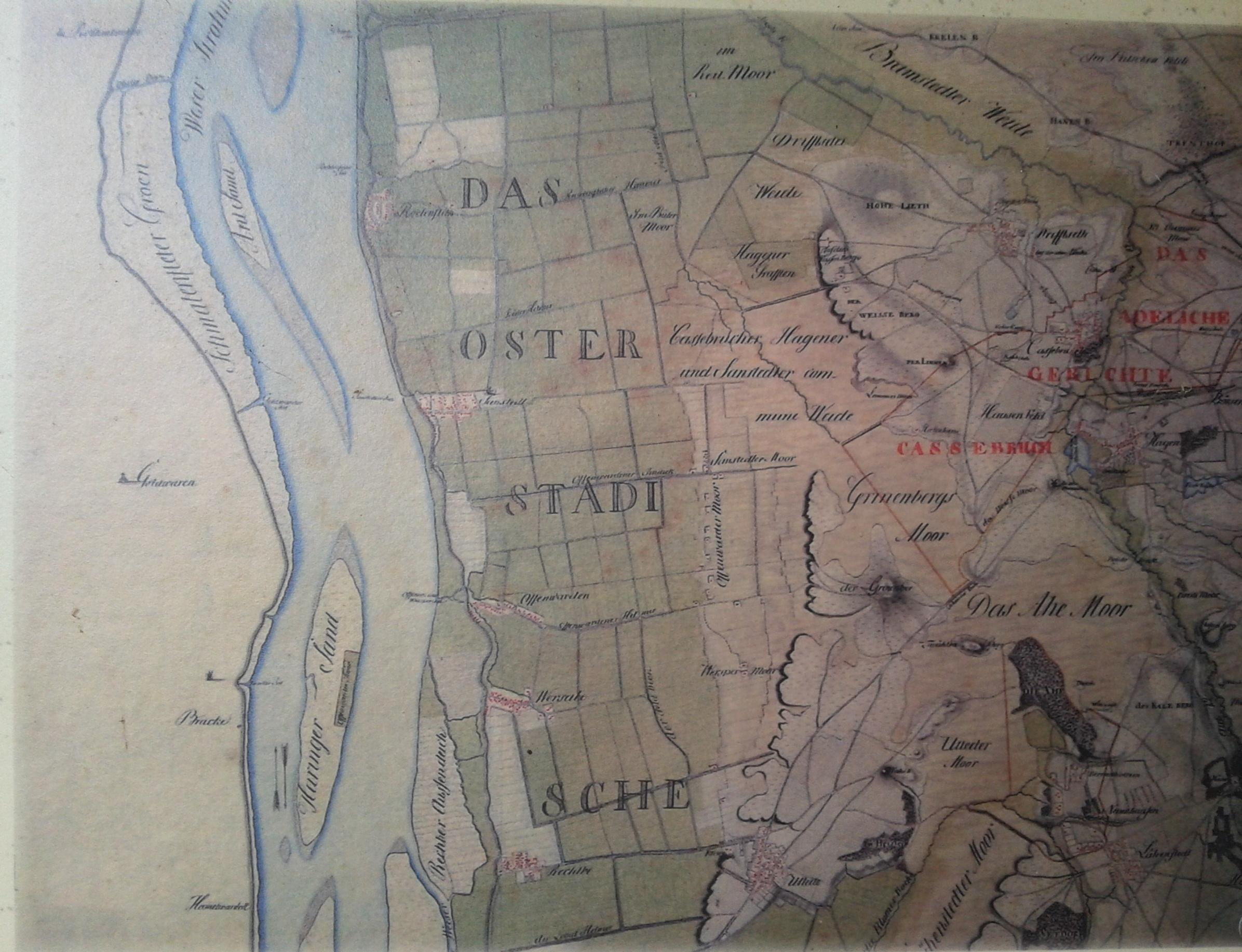
Osterstade Ende des 18. Jahrhunderts

Der Brockhaus definiert Osterstade als ursprüngliches „Oststedingen“ (den östlichen Teil des von den Stedingern bewohnten Gebietes). Wobei das Wort Osterstade lediglich die niederdeutsche Bezeichnung für oberdeutsch: „östliches Gestade / Ufer“ ist.
Die Osterstader Marsch befindet sich in den Landkreisen Cuxhaven und Osterholz und grenzt im Norden an Landwürden und im Osten an die Bremer Schweiz, einem Teil der Osterholzer Geest. Sie wird in Norder-Osterstade und Süder-Osterstade unterteilt. Zum erstgenannten Teil gehören die Orte Büttel, Neuenlande, Rechtenfleth und Sandstedt sowie die Ortsteile Neuenlandermoor, Rechtenflether Moor, Rechtenflether Feldhof, Reepen und Sandstedter Moor. In Süder-Osterstade befinden sich dagegen Offenwarden, Rechtebe, Wersabe, Wurthfleth, Uthlede, Aschwarden, Rade, Hinnebeck sowie die Ortsteile Rechteber Moor, Wersaber Moor, Cleve, Bruch und Hassel und der Nordteil von Meyenburg.
Wie die Marschen Landwürden, Vieland und die Kirchspiele Lehe und Stotel war Osterstade im Mittelalter friesisch besiedelt. Der Name Osterstade ist auch heute noch bei Wasser- und Deich-Unterhaltungsverbänden in Gebrauch.

## Geschichte
Spätestens 1212 schlossen sich die Dörfer Osterstades der westlich der Weser entstandenen Stedinger Bauernrepublik an. Mit der Absicht, auch in diesem Gebiet Steuern einzutreiben, ging der Bremer Erzbischof Gerhard II. äußerst brutal vor. Er ließ die gesamte Einwohnerschaft Stedingens wie auch Osterstades 1230/1231 von der Bremer Fastensynode zu Ketzern erklären und erreichte mit absurdesten Anschuldigungen bei Papst Gregor IX. die Erlaubnis, einen  Kreuzzug auszurufen.
Der erste Kreuzzug 1233 war nur in Osterstade erfolgreich, weil die Bauernschaften vom westlichen Weserufer wie auch die zuvor verbündete Bremer Stadtrepublik ihren Bündnisverpflichtungen nicht nachkamen. Beim 2. Kreuzzug 1234 wurden dann auch die West-Stedinger vernichtend geschlagen (Stedingerkrieg; Schlacht bei Altenesch) und ebenfalls, wie im Jahr zuvor die Osterstader, ein Großteil der Bevölkerung von den Truppen des Erzbischofs ermordet, vertrieben oder ihrer Rechte beraubt.

## Literatur

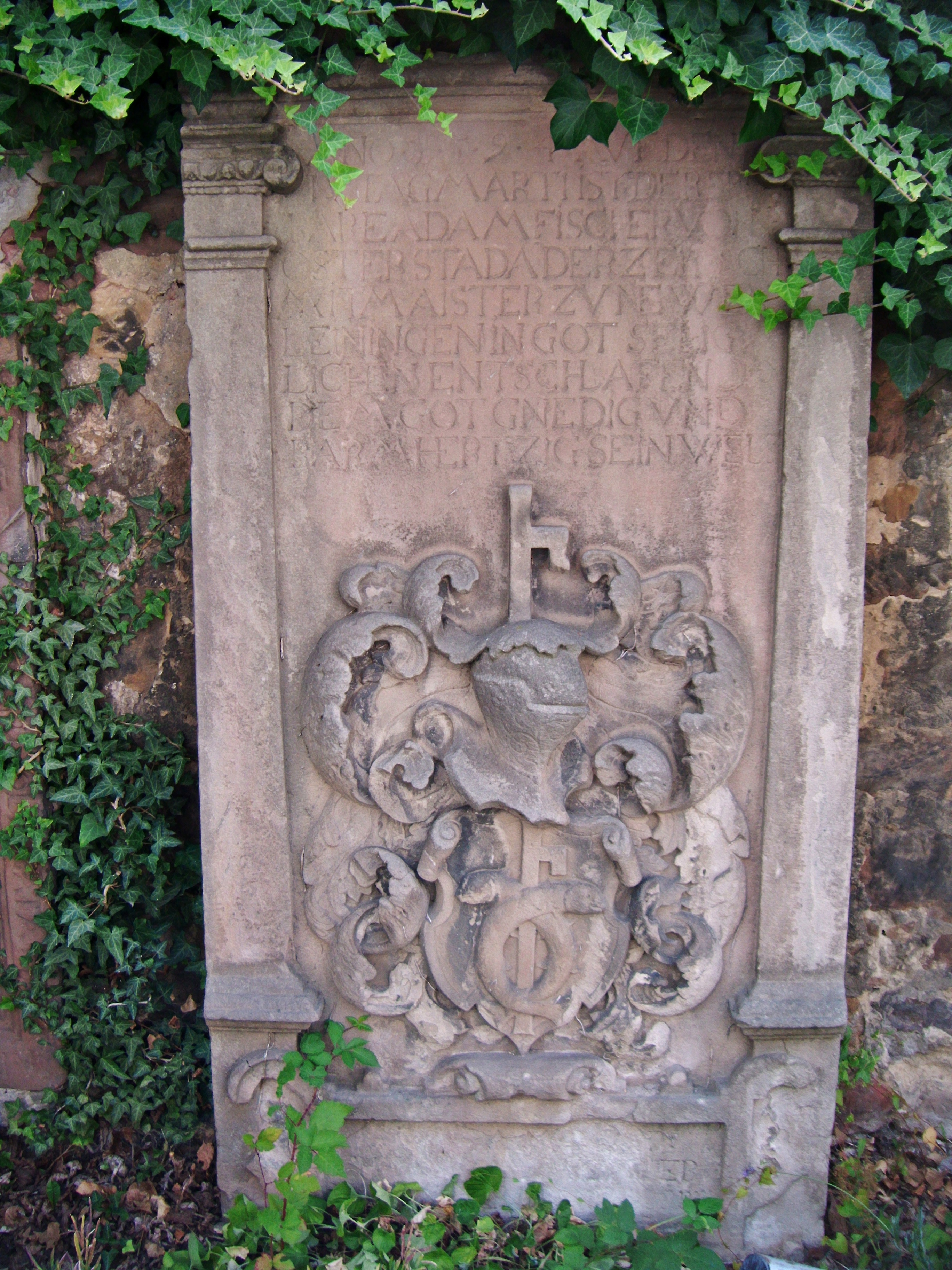
Grabstein des Neuleininger Schmiedemeisters Adam Fischer aus „Osterstada“ († 1594), Friedhof der Peterskirche (Sausenheim), Rheinland-Pfalz